# Дієго дель Ріо
Дієго дель Ріо (ісп. Diego del Río; нар. 4 вересня 1972) — колишній аргентинський тенісист.
Найвищу одиночну позицію світового рейтингу — 274 місце досяг 12 вересня 1994, парну — 66 місце — 9 листопада 1998 року.
Здобув 1 парний титул.
Найвищим досягненням на турнірах Великого шолома було 3 коло в парному розряді.

## Фінали турнірів ATP за кар'єру

### Парний розряд: 1 (1–0)
| Результат | W/L | Дата     | Турнір           | Покриття | Партнер        | Суперники              | Рахунок       |
| --------- | --- | -------- | ---------------- | -------- | -------------- | ---------------------- | ------------- |
| Перемога  | 1–0 | Лис 1998 | Богота, Колумбія | Ґрунт    | Маріано Пуерта | Габор Кевеш Ерік Тайно | 6–7, 6–3, 6–2 |

## Титули на челленджерах

### Парний розряд: (12)
| Ранг | Рік  | Турнір                  | Покриття | Партнер                    | Суперники                            | Рахунок                 |
| ---- | ---- | ----------------------- | -------- | -------------------------- | ------------------------------------ | ----------------------- |
| 1.   | 1997 | Женева, Швейцарія       | Ґрунт    | Маріано Пуерта             | Гійом Маркс Олів'є Морель            | 6–3, 6–4                |
| 2.   | 1997 | Буенос-Айрес, Аргентина | Ґрунт    | Даніель Оршанік            | Пабло Альбано Луїс Лобо              | 6–4, 4–6, 6–1           |
| 3.   | 1998 | Б'єлла, Італія          | Ґрунт    | Ерік Тайно                 | Емануел Коуту Жоао Кунья е Сілва     | 7–6, 5–7, 6–2           |
| 4.   | 1998 | Контрексевіль, Франція  | Ґрунт    | Мартін Родрігес            | Алекс Лопес Морон Хайро Веласко мол. | 7–6, 4–6, 6–4           |
| 5.   | 1998 | Сан-Паулу, Бразилія     | Ґрунт    | Мартін Родрігес            | Едвін Кемпес Петер Весселс           | 7–6, 6–3                |
| 6.   | 1998 | Ліма, Перу              | Ґрунт    | Мартін Родрігес            | Федеріко Бровне Едуардо Медіка       | 6–4, 7–6                |
| 7.   | 2000 | Женева, Швейцарія       | Ґрунт    | Едгардо Масса              | Їв Аллегро Жульєн Кюаз               | 7–5, 7–6(8–6)           |
| 8.   | 2001 | Монтобан, Франція       | Ґрунт    | Вадим Куценко              | Туомас Кетола Орлін Станойчев        | 6–4, 6–2                |
| 9.   | 2001 | Женева, Швейцарія       | Ґрунт    | Орлін Станойчев            | Фелісіано Лопес Франсіско Ройг       | 2–6, 7–6(7–0), 7–6(7–3) |
| 10.  | 2001 | Монтевідео, Уругвай     | Ґрунт    | Мартін Вассальйо Аргуельйо | Гастон Етліс Маріано Худ             | W/O                     |
| 11.  | 2002 | Фройденштадт, Німеччина | Ґрунт    | Леонардо Ольгін            | Жоан Бальсельс Юрій Щукін            | 7–6(7–2), 6–4           |
| 12.  | 2002 | Ашаффенбург, Німеччина  | Ґрунт    | Андрес Шнейтер             | Корнель Бардоцький Золтан Надь       | 6–3, 3–6, 6–3           |